# Boulengerula niedeni
Boulengerula niedeni е вид земноводно от семейство Caeciliidae. Видът е застрашен от изчезване.

## Разпространение
Разпространен е в Кения.